# Макеев, Валентин Николаевич
Валентин Николаевич Макеев (10 апреля 1930 года, пос. Калининский, Московская область — 1999 год, г. Москва) — советский государственный и профсоюзный деятель. Депутат Верховного Совета СССР (1976—84 гг.). Член ЦК КПСС (1976—86 гг.).

## Образование
В 1953 году окончил Московский инженерно-экономический институт им. С.Орджоникидзе. В 1957 году окончил аспирантуру при институте. Кандидат технических наук (1958), доцент (1961).

## Биография
- 1948—1953 — студент Московского инженерно-экономического института.
- 1953—1954 — инспектор отдела строительства Министерства культуры СССР.
- 1954—1957 — аспирант Московского инженерно-экономического института.
- 1957—1964 — работал в Московском инженерно-экономическом институте: ассистент, старший преподаватель, доцент, проректор по учебной работе.
- 1964—1969 — 2-й секретарь Бауманского райкома КПСС Москвы.
- 1969—1976 — 1-й секретарь Бауманского райкома КПСС Москвы.
- 1976—1980 — секретарь, 2-й секретарь Московского горкома КПСС.
- 1980—1983 — заместитель Председателя Совмина СССР.
- 1983—1991 — секретарь ВЦСПС.

С января 1991 года персональный пенсионер союзного значения.
Похоронен на Ваганьковском кладбище.

## Награды
- орден Ленина (9.04.1980)[2]
- орден Октябрьской Революции
- орден Трудового Красного Знамени
- орден «Знак Почёта» (27.10.1967)